# Бигл, Джей
Джей Бигл (англ. Jay Beagle; 16 октября 1985; Калгари, Альберта, Канада) — канадский хоккеист, центральный нападающий клуба НХЛ «Аризона Койотис». Обладатель Кубка Стэнли 2018 в составе «Вашингтон Кэпиталз».

## Карьера игрока

### Ранние годы
Бигл начинал свою хоккейную карьеру в команде «Калгари Роялс» в Юниорской хоккейной лиге Альберты (AJHL), за которую выступал два сезона. Поступив в Университет Аляска-Анкоридж, он играл за местную хоккейную команду в Национальной спортивной ассоциации колледжей (NCAA).
После окончания колледжа остаток сезона Джей играл в Хоккейной лиге Восточного побережья (ECHL) за «Айдахо Стилхэдз» и в 8 матчах набрал 10 очков. Вместе с «Айдахо» выиграл чемпионский трофей ECHL — Кубок Келли.

### Клубная карьера
Сезон 2007/08 Бигл начал в клубе «Херши Беарс» в Американской хоккейной лиге (АХЛ). За команду в том сезоне он сыграл 64 матчей и набрал 37 (19+18) очков.
В марте 2008 года клуб НХЛ «Вашингтон Кэпиталз» заключил с форвардом двухлетний договор.
11 февраля 2009 года Бигл сыграл свой первый матч в НХЛ в составе «Кэпиталз» против «Нью-Йорк Рейнджерс». В том матче он трижды совершал броски по воротам соперника. В мае 2009 года состоялся его дебют в плей-офф НХЛ в матче против «Питтсбург Пингвинз». По итогам сезона 2008–09 Джей сыграл за «столичных» 7 матчей, в том числе четыре игры в плей-офф. Остальную часть игрового сезона он провел в фарм-клубе «Херши Беарс», в составе которого выиграл Кубок Колдера.
17 ноября 2009 года Бигл заработал своё первое очко в НХЛ, ассистируя Мэтту Брэдли в игре против «Рейнджерс», а 23 ноября забросил свою первую шайбу в НХЛ в ворота «Оттавы Сенаторз». По итогам сезона 2009–10 центрфорвард сыграл 7 матчей за «Кэпиталз», в которых забил один гол. В АХЛ во второй раз подряд взял с «Беарс» Кубок Колдера.
15 июля 2010 года хоккеист продлил договор со столичным клубом ещё на два года.
Во время сезона 2010–11 Бигл разделял свои выступления в АХЛ и НХЛ, а со следующего сезона стал одним из основных игроков «Вашингтона».
5 июля 2012 года Джей подписал с «Кэпиталз» трехлетний контракт на сумму $ 2,7 млн.
За эти годы закрепился в роли центрального нападающего 4-го звена и 29 июня 2015 года продлил контракт со «Столичными» ещё на 3 года с окладом $ 1,75 млн в год.
За регулярный сезон 2016–17 Бигл набрал 30 (13+17) очков в 81 матче, установив личные рекорды заброшенных шайб, голевых передач, очков и проведённых игр в одном сезоне.
В сезоне 2017–18 вместе с «Вашингтоном» завоевал Кубок Стэнли и стал первым хоккеистом в истории, выигравшим Кубок Стэнли, Кубок Колдера и Кубок Келли.
1 июля 2018 года подписал четырёхлетний контракт на общую сумму $ 12 млн с «Ванкувер Кэнакс».
23 июля 2021 года был обменян в «Аризону Койотис» как часть сделки по трейду Оливера Экман-Ларссона и Коннора Гарленда в «Ванкувер».

## Статистика выступлений
| Легенда | Легенда                    | Легенда | Легенда                   | Легенда | Легенда    |
| ------- | -------------------------- | ------- | ------------------------- | ------- | ---------- |
| И       | Количество проведённых игр | Штр     | Штрафное время            | +/−     | Плюс-минус |
| Г       | Голы                       | П       | Голевые передачи          | О       | Очки       |
| -       | Статистика неизвестна      | —       | Статистика не учитывалась |         |            |

## Личная жизнь
В 2009 году Бигл женился на своей подруге Эшли, с которой встречался со средней школы. У супругов есть сын Брэндт.